# Uncarina turicana
Uncarina turicana är en sesamväxtart som beskrevs av J.J. Lavranos. Uncarina turicana ingår i släktet Uncarina och familjen sesamväxter. Inga underarter finns listade i Catalogue of Life.

## Bildgalleri

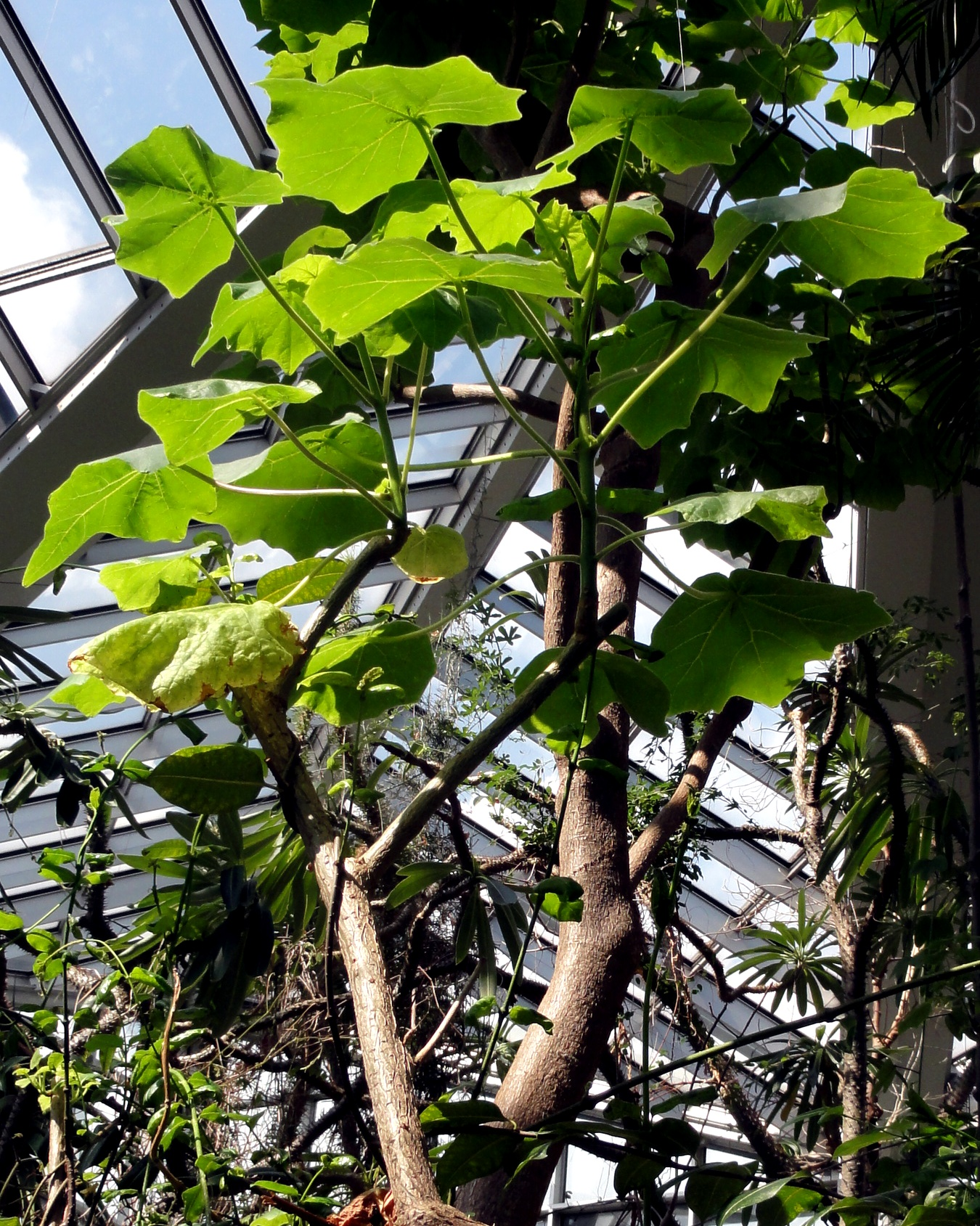